# Finish

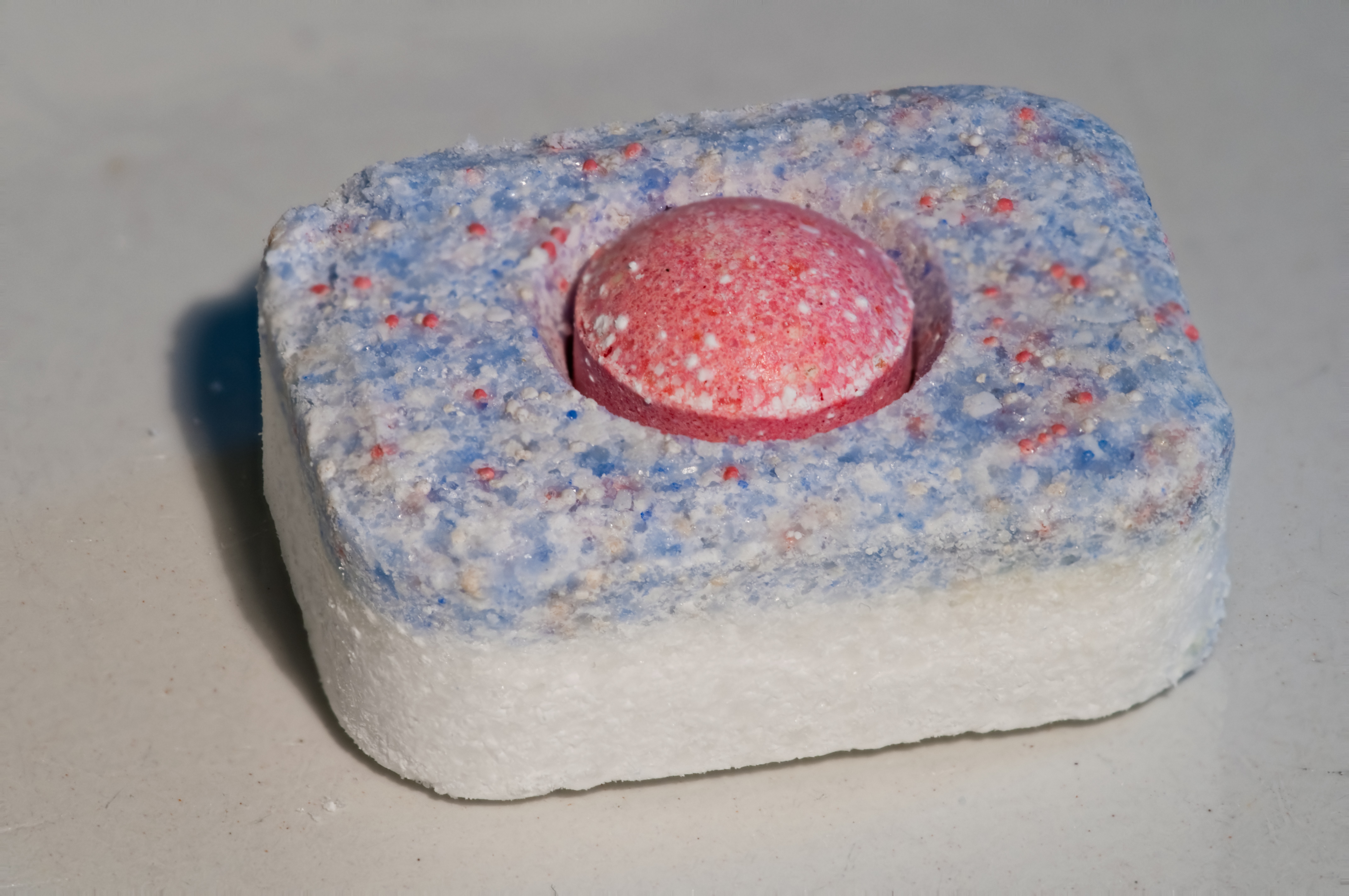
Mycí tableta do myčky nádobí (Finish powerball, MaxIn1).

Finish je značka výrobků pro mytí nádobí v myčce. Prodává se ve více než 40 zemích celého světa. Od roku 1987 značka spadá pod křídla Reckitt Benckiser. Předchůdce této značky je Calgonit.

## Historie
Počátky Finishe sahají až do poloviny minulého století. Konkrétně do roku 1953, kdy Finish založila společnost Economics Laboratory. Díky dlouhé tradici a nejnovějším technologiím přišel Finish na svět s řadou novinek.
Za zmínku určitě stojí rok 1969 a první biologický čistič nádobí, anebo přelomový rok 1995 a první dvouvrstvé tablety do myčky, známé jako Powerball. Tříkomorové kapsle se dostaly na svět roku 1999.

## Produkty
Finish se zaměřuje na dvě odvětví, na mycí prostředky a na podpůrné prostředky do myčky na nádobí.
- Typické mycí prostředky jsou tablety, gel anebo prášek na mytí nádobí.
- Podpůrné prostředky do myček nádobí jsou čistič myček, sůl, leštidlo, ale také i osvěžovač.